# کودک‌ربایی
'کودک‌ربایی یا دزدیدن کودک به معنی جدا کردن غیر مجاز یک خردسال (کودک زیر سن بزرگسالی قانونی) از پدر و مادر یا سرپرستان قانونی او است.
اصطلاح کودک‌ربایی شامل دو مقوله حقوقی و اجتماعی است که با زمینه‌های ارتکاب آنها متفاوت است: آدم ربایی توسط اعضای خانواده کودک یا آدم ربایی توسط غریبه ها:

## قوانین مجازات کودک‌ربایان
ایران
ماده ۶۳۱ قانون مجازات اسلامی در این زمینه می گوید: «هرکس طفلی را که تازه متولد شده است، بدزدد یا مخفی کند یا او را به جای طفل دیگری یا متعلق به زن دیگری غیر از مادر طفل قلمداد کند، به شش ماه تا سه سال حبس محکوم خواهد شد و چنانچه احراز شود که طفل مزبور مرده بوده، محکوم به یکصد هزار تا ۵۰۰ هزار ریال جزای نقدی خواهد شد».